# Graham McTavish
Graham McTavish (Glasgow, Escocia, 4 de enero de 1961) es un actor británico de televisión, cine y de voz.

## Carrera
Ha interpretado el personaje de Warden Ackerman en Red Dwarf en cinco episodios. McTavish también tuvo varios papeles en dramas británicos y películas como Casualty, Jekyll, The Bill, Taggart y Sisterhood. También interpretó al mercenario comandante Lewis en Rambo, tuvo un papel en la cuarta temporada de Lost, tuvo un papel protagonista en Ali G anda suelto y estuvo en NCIS. Interpretó a Ferguson en cuatro episodios de la cuarta temporada de Prison Break.
También protagonizó la película Green Street 2 que fue lanzada el 23 de marzo de 2009. McTavish puso su voz en Uncharted 2: El reino de los ladrones, la voz del protagonista principal Dante Alighieri en Dante's Inferno, el comandante Licuis en el juego Shadow Complex, y Thundercracker en Transformers: War for Cybertron. Interpretó a Mikhail Novakovich en la octava temporada de 24, e hizo la voz como el villano Loki en Hulk vs. Thor y The Avengers: Earth's Mightiest Heroes.
En 2011, McTavish puso las voces del antagonista Joseph Bertrand en Infamous 2 y de Charlie Cutter en Uncharted 3: La traición de Drake.
Recientemente, McTavish ha aparecido en la película de 2011 The Wicker Tree, la secuela de Robin Hardy de su película de 1973, The Wicker Man.
Interpreta al enano Dwalin en El hobbit: un viaje inesperado (2012), y en el resto de películas de la trilogía.
En septiembre de 2013 se anunció que McTavish había entrado a formar parte del reparto de la serie de televisión Outlander, adaptación de las novelas del mismo título escritas por Diana Gabaldon. La serie se estrenó en el 2014 donde Graham interpretó a Dougal MacKenzie, hasta el final de la segunda temporada el 9 de julio de 2016. La serie ha recibido una gran acogida por parte tanto de la crítica como del público.
Desde 2016 hasta 2019 fue parte del elenco principal de la serie Preacher, dando vida a Saint of Killers.

## Filmografía

### Películas
| Año  | Título                                       | Personaje                   | Notas |
| ---- | -------------------------------------------- | --------------------------- | ----- |
| 1988 | Freedom Fighter                              | Guards                      | TV    |
| 1988 | For Queen and Country                        | Teniente                    |       |
| 1989 | Erik el Vikingo                              | Thangbrand                  |       |
| 1996 | The Wind in the Willows                      | Comadreja borracha          | voz   |
| 1998 | Macbeth                                      | Banquo                      | TV    |
| 1998 | Merlin: The Quest Begins                     | Rengal                      |       |
| 1999 | King Lear                                    | Duque of Albany             |       |
| 2000 | The Stretch                                  | Andy McKinley               | TV    |
| 2001 | Red Cap                                      | Chris Davies                | TV    |
| 2002 | Ali G anda suelto                            | Agente de policía - Aduanas |       |
| 2003 | El punto sobre la I                          | Detective                   |       |
| 2003 | Lara Croft Tomb Raider: La cuna de la vida   | Capitán de submarino        |       |
| 2004 | King Arthur                                  | Oficial romano              |       |
| 2004 | D-Day 6.6.1944                               | Group Capt. James Stagg     | TV    |
| 2008 | Rambo                                        | Lewis                       |       |
| 2008 | Sisterhood                                   | Martin                      |       |
| 2009 | Hulk Vs.                                     | Loki                        | voz   |
| 2009 | Green Street Hooligans 2                     | Big Marc Turner             |       |
| 2009 | Middle Men                                   | Ivan Sokoloff               |       |
| 2009 | Penance                                      | Geeves                      |       |
| 2009 | Pandemic                                     | Capitán Riley               |       |
| 2010 | Dante's Inferno: An Animated Epic            | Dante                       | voz   |
| 2010 | Secretariat                                  | Earl Jansen                 |       |
| 2011 | Dead Space: Aftermath                        | Capitán Campbell            | voz   |
| 2011 | Colombiana                                   | Head Marshall Warren        |       |
| 2011 | The Wicker Tree                              | Sir Lachlan Morrison        |       |
| 2012 | El hobbit: un viaje inesperado               | Dwalin                      |       |
| 2013 | The Sixth Gun                                | Silas Hedgepet              | TV    |
| 2013 | El hobbit: la desolación de Smaug            | Dwalin                      |       |
| 2014 | Plastic                                      | Steve Dawson                |       |
| 2014 | Realiti                                      | Mandrake                    |       |
| 2014 | El hobbit: la batalla de los Cinco Ejércitos | Dwalin                      |       |
| 2015 | Creed                                        | Tommy Holiday               |       |
| 2016 | The Finest Hours                             | Frank Fauteux               |       |
| 2017 | The Stolen                                   | Bully                       |       |
| 2018 | Aquaman                                      | King Atlan                  |       |
| 2021 | Chasing Nightmares                           | Bill                        |       |
| 2021 | Cielo rojo sangre                            | Alan Drummond               |       |

### Series
| Año       | Título                                 | Personaje                            | Notas             |
| --------- | -------------------------------------- | ------------------------------------ | ----------------- |
| 1986      | Return to Treasure Island              | Ned                                  | 1 episodio        |
| 1996      | Highlander: The Series                 | Charlie                              | 1 episodio        |
| 1998–2005 | Taggart                                | Coronel Ian Sinclair, Robin Caldwell | 2 episodios       |
| 1998–2005 | Casualty                               | Gerry Talbot, George Naseby          | 6 episodios       |
| 1999      | Red Dwarf                              | Warden Ackerman                      | 8 episodios       |
| 1999      | Heartbeat                              | Derek Flowers                        | 1 episodios       |
| 2001      | Doctors                                | Paul Brookes                         | 1 episodio        |
| 2002      | Celeb                                  | Steve                                | 1 episodio        |
| 2002      | Rose and Maloney                       | Jackson                              | 1 episodio        |
| 2002      | Dinotopia                              | Ajax                                 | 1 episodio        |
| 2003      | Rosemary & Thyme                       | D.I. Taylor                          | 1 episodio        |
| 2003      | The Last King                          | Capitán                              | 2 episodios       |
| 2004      | Murder City                            | Noel Fredericks                      | 1 episodio        |
| 2004      | Murphy's Law                           | Al Leyton                            | 1 episodio        |
| 2005      | What's New, Scooby Doo?                | Voces adicionales                    | voz, 1 episodio   |
| 2005      | Empire                                 | General Rapax                        | 6 episodios       |
| 2005      | Rome                                   | Urbo                                 | 2 episodios       |
| 2005-2006 | The Bill                               | Peter Larson                         | 6 episodios       |
| 2006      | Sharpe's Challenge                     | McCrae                               | 2 episodios       |
| 2007      | New Tricks                             | Jason Ferris                         | 1 episodio        |
| 2007      | Jekyll                                 | Gavin Hardcastle                     | 1 episodio        |
| 2007      | Numb3rs                                | John Corcoran                        | 1 episodio        |
| 2007      | NCIS                                   | Aleksei                              | 1 episodio        |
| 2007      | The Royal                              | Anthony Poole                        | 1 episodio        |
| 2007      | Cane                                   | Neville                              | 1 episodio        |
| 2008      | Lost                                   | Sargento                             | 1 episodio        |
| 2008      | CSI: Miami                             | Mitch Davis                          | 1 episodio        |
| 2008      | Pushing Daisies                        | Hansel Von Getz                      | 1 episodio        |
| 2008      | Prison Break                           | Ferguson                             | 4 episodios       |
| 2009      | Wolverine y los X-Men                  | Sebastian Shaw                       | voz, 4 episodios  |
| 2009      | Ghost Whisperer                        | Gordon Bradley                       | 1 episodio        |
| 2010      | 24                                     | Mikhail Novakovich                   | 7 episodios       |
| 2010      | The Good Guys                          | Dolph                                | 1 episodio        |
| 2010–2011 | The Avengers: Earth's Mightiest Heroes | Loki                                 | voz, 5 episodios  |
| 2016      | Kung Fu Panda: la leyenda de Po        | Kim                                  | voz, 1 episodio   |
| 2014–2016 | Outlander                              | Dougal MacKenzie                     | Principal         |
| 2015      | Teenage Mutant Ninja Turtles           | Savanti Romero                       | voz, 1 episodio   |
| 2016-2019 | Preacher                               | The Saint of Killers                 | Principal         |
| 2017-2019 | Castlevania                            | Dracula                              | voz, 12 episodios |
| 2017      | DuckTales                              | Fergus McDuck                        | Recurrente        |
| 2018      | Colony                                 | Andrew MacGregor                     | 3 episodios       |
| 2019      | Lucifer                                | Padre Kinley                         | 6 episodios       |
| 2022      | La casa del dragón                     | Ser Harrold Westerling               | ¿? episodios      |

### Videojuegos
| Año  | Videojuego                                     | Papel                                  |
| ---- | ---------------------------------------------- | -------------------------------------- |
| 2006 | Killzone: Liberation                           | HGH Support, HGH Generic, HGH Infantry |
| 2006 | Medieval II: Total War                         | Voces adicionales                      |
| 2006 | Lost Planet: Extreme Condition                 | NEVEC Orbital Elevator Operator        |
| 2007 | Heavenly Sword                                 | Voces adicionales                      |
| 2007 | Operation Darkness                             | Oskar Dirlewanger                      |
| 2008 | Lost Planet: Colonies                          | NEVEC Orbital Elevator Operator        |
| 2008 | Quantum of Solace                              | Voces adicionales                      |
| 2009 | Shadow Complex                                 | Commander Lucius                       |
| 2009 | Ninja Gaiden Sigma 2                           | Crimson                                |
| 2009 | Uncharted 2: Among Thieves                     | Zoran Lazarevic                        |
| 2009 | Dragon Age: Origins                            | Arl Eamon Guerrin, Vartag Gavorn       |
| 2009 | Call of Duty: Modern Warfare 2                 | Archer                                 |
| 2009 | Call of Duty: Modern Warfare: Mobilized        |                                        |
| 2009 | The Saboteur                                   | Wilcox                                 |
| 2010 | Dante's Inferno                                | Dante Alighieri                        |
| 2010 | Metro 2033                                     | Khan                                   |
| 2010 | Transformers: War for Cybertron                | Thundercracker                         |
| 2010 | Singularity                                    | Viktor Barisov                         |
| 2010 | Call of Duty: Black Ops                        | Voces adicionales                      |
| 2011 | Warhammer 40,000: Dawn of War II - Retribution | Imperial Guard Vehicles / Guardsman    |
| 2011 | SOCOM 4 U.S. Navy SEALs                        | ClawHammer Soldier 2 / US Commander    |
| 2011 | Hunted: The Demon's Forge                      | Caddoc                                 |
| 2011 | Infamous 2                                     | Joseph Bertrand III                    |
| 2011 | Ace Combat: Assault Horizon                    | Ivan Stagleishov                       |
| 2011 | Uncharted 3: Drake's Deception                 | Charlie Cutter, Zoran Lazarevic        |
| 2011 | Call of Duty: Modern Warfare 3                 |                                        |
| 2011 | Star Wars: The Old Republic                    | Voces adicionales                      |
| 2012 | Assassin's Creed III                           | Dr. Benjamin Church                    |
| 2015 | The Order: 1886                                | Sebastian Malory / Sir Percival        |
| 2016 | Uncharted 4: A Thief's End                     | Charlie Cutter, Zoran Lazarevic        |
| 2019 | Guild Wars 2                                   | Bangar Ruinbringer                     |

## Premios y nominaciones
| Año  | Categoría                 | Premio          | Nominados                      | Resultado |
| ---- | ------------------------- | --------------- | ------------------------------ | --------- |
| 2013 | Best Music, Original Song | OFTA Film Award | El hobbit: un viaje inesperado | Nominados |